# Ni sangre ni arena
Ni sangre ni arena es una película de comedia mexicana de 1941 escrita y dirigida por Alejandro Galindo, y protagonizada por Mario Moreno «Cantinflas», Susana Guízar, Elvia Salcedo, Pedro Armendáriz y Fernando Soto «Mantequilla». Ésta es la primera película en la que Cantinflas protagoniza un papel doble, especialmente el de un torero apodado «Manolete» (así como el de un salteador peligroso llamado El siete machos, película del mismo nombre para 1951). 
Esta película fue concebida como una parodia de la película de Hollywood Sangre y arena, que retrata el mundo de las corridas de toros. En las escenas de toreo en esta película, Cantinflas es doblado por un actor, pero años después, tras ser invitado a torear y tomar experiencia, aprendió habilidades de tauromaquia, lo cual fue demostrado en las películas La vuelta al mundo en ochenta días y El padrecito. El personaje de Manuel Márquez está basado en el torero español Manuel Rodríguez Sánchez, hasta el punto de compartir el mismo apodo, «El Chato», a quien Cantinflas conoció y admiró como aficionado a las corridas de toros que era.

## Argumento
Manuel Márquez "Manolete" (Cantinflas) se encuentra reunido con su cuadrilla, fuman y beben antes de salir a la corrida de toros que se llevará a cabo en la plaza de la ciudad; Manolete está muy nervioso por la tauromaquia y entre su cuadrilla comienzan a discutir sobre la razón por la cual Manolete está tan conmovido, pues no hará nada nuevo; después de unos instantes, salen con dirección a la plaza de toros.
La gente ya ha comenzado a llegar a la plaza de toros, el Chato (interpretado también por Cantinflas) se encuentra entre la multitud vendiendo puros a los asistentes del evento, entre una cosa y otra el Chato crea conflicto con la policía y con otros vendedores, se las arregla para salir ileso y se dirige a la cantina donde trabaja su novia Lupita, le menciona al dueño de la cantina que no ha vendido aún nada, el dueño le dice a algunos de sus comensales que eso se debe a que el Chato es un holgazán, el Charifas, un amigo suyo le dice que la realidad es que al Chato no se le han dado las oportunidades que necesita para triunfar en la vida, pues él sueña con ser un gran torero.
Entre los asistentes a la corrida de toros, se encuentran Anita, Frank, Doña Remedios y Don Pancho, mientras que el Chato vuelve a vender sus puros a la entrada de la plaza de toros.
Ya dentro la gente, Manolete pregunta por la llegada de una mujer, uno de sus ayudantes le dice que ya ha llegado peor que viene acompañada, en ese momento comienza a tocar la banda anunciando el inicio del evento.
Manolete se acerca a las gradas donde se encuentra sentada Anita, a quien le ofrece su capote para adornar su asiento, Doña Remedios le asegura que lo ha hecho no por su amistad con Don Pancho, sino porque él gusta de ella. Mientras, Frank no entiende lo que ocurre en el ruedo, pues viene de Estados Unidos y por lo tanto pasa alguna vergüenza.
El Chato fuera de la plaza de toros, se las ingenia para entrar a presenciar la corrida de toros, sin querer termina sentado junto a Anita, Don Pancho está a punto de correrlo, pero Anita le pide que lo deje en paz y que pueda ver la corrida de toros.
En ese momento Manolete se acerca a dedicarle la siguiente corrida a Don Pancho, de la cual sale herido y Anita pide ir a verle inmediatamente por lo que olvida su cartera en el asiento, el Chato la encuentra y la toma junto con la montura y el capote y sale corriendo detrás de Anita, pero no lo dejan pasar a donde se encuentra su hermano gemelo Manolete, se pone el capote y la montera, en ese momento entra una multitud de gente a la plaza, vitoreando las hazañas de Manolete, alzan en hombros al Chato, pues lo confunden con Manolete.
Después de devolver las cosas pertenecientes a Manolete, el Chato llega a la cantina, donde uno de sus amigos ya está contando sobre sus hazañas en la corrida de toros, el Chato aprovecha la oportunidad y sigue con la farsa, Lupita nota que el Chato lleva con él la cartera de otra mujer, así que le reclama, pues cree que esta viendo a otra mujer. El Chato le explica lo ocurrido y por ser perseguido por Lupita, sale con dirección a entregar la cartera.
En casa de Anita, Don Ramón y Don Pancho organizan una fiesta, y comienzan a mencionar a todos los invitados, entre ellos está Manolete, Don Pancho le comenta sobre lo ocurrido en la plaza de toros entre Anita y Manolete, infiriendo que entre ellos hay algo más que una amistad, algo que Don Ramón no permitirá, pues ya hay un acuerdo matrimonial entre Frank y Anita; Don Pancho sale de la casa de Don Ramón; afuera se encuentra el Chato, quien pregunta por Anita para entregarle su cartera, uno de los sirvientes que lo atiende le dice que Anita no se encuentra ahí, sino que ya se ha ido a la Hacienda del Pedregal. El Chato se va con dirección hacia la hacienda.
Para llegar a la Hacienda del Pedregal el Chato y el Charifas tienen que irse en tren, se las arreglan para ir de polizontes en el mismo tren donde viaja Manolete, en una de las paradas que hace el tren, atrapan al Chato y al Charifas y los amenazan con llevárselos a la cárcel, el Chato logra escapar y volverse a colar en el tren, donde toma ropa prestada para mezclarse con los pasajeros.
En ese momento Manolete sale a denunciar el robo, en ese momento lo confunden con el Chato y se lo llevan a la comisaría.
En la Hacienda del Pedregal, anuncian la llegada de Manolete en el tren, lo presentan con gente importante, entre los que Manolete saluda, se encuentran Don Ramón y Anita, quien se da cuenta de que aquel hombre no es realmente Manolete y cree que todo es un plan de su padre, así que decide “seguirle el juego”.
La cena comienza en la hacienda y Anita se sienta junto al Chato, todos los fotografían juntos.
Cuando Manolete sale de la comisaría, ve la foto que le han tomado a Anita, con alguien que se está haciendo pasar por él mismo por lo que sale con dirección a la Hacienda.
Mientras tanto en la hacienda el pueblo invita a Manolete a matar a un toro al día siguiente en la plaza del pueblo, el Chato lo duda, pero Anita se lo pide y él accede.
En la cantina, Lupita también ve la foto del Chato con Anita, así que toma camino hacia Pedregal.
Manolete llega a Pedregal, pero las autoridades lo detienen y creen que es el impostor que se está haciendo pasar por Manolete y lo llevan a la cárcel, donde planea una venganza contra aquel hombre que se había hecho pasar por él.
El día de la corrida de toros tan esperada en el pueblo, Lupita llega a la Hacienda y muy disgustada se encuentra con Anita a quien le reclama por haber estado con el Chato, Anita le comenta que ella sabe que aquel hombre no era el verdadero Manolete, pero que nadie le creía, con esa declaración, dejan libre al mismo Manolete.
Lupita y el Charifas se dirigen a la plaza de toros del pueblo donde a toda costa buscan parar la corrida, pero no se los permiten, así que el Chato realiza toda el espectáculo taurino, en nombre de Manolete.
Al final termina la corrida de toros y el Chato sale invicto, al salir del ruedo, va en búsqueda de Lupita, quien llora ya que creía que el Chato moriría por alguna embestida del toro.
La confusión entre el Chato y Manolete genera la mayoría de situaciones cómicas y el desenlace divertido y moralizador de la película.

## Reparto
- Mario Moreno "Cantinflas" como El Chato/Manuel Márquez «Manolete».
- Susana Guízar como Anita.
- Elvia Salcedo como Guadalupe «Lupita».
- Pedro Armendáriz como Frank.
- Alfredo del Diestro como Don Ramón.
- Fernando Soto «Mantequilla» como El Charifas.
- Miguel Inclán como Jefe de Policía.
- Paz Villegas como Doña Remedios.
- Salvador Quiroz como Don Pancho.
- Roberto Banquells como Caireles.
- Florencio Castelló como Veneno.
- S. Marín de Castro como Zángano.
- Arturo Soto Rangel como Juez (como A. Soto Rangel).
- Humberto Rodríguez como Abelardo.
- Estanislao Shilinsky como Periodista (como E. Schellinsky)

## Producción
La película fue concebida como una parodia de la película de Hollywood Sangre y arena, que retrata el mundo de las corridas de toros.
Si bien el personaje del peladito   "Cantinflas" es mencionado en la película como "El Chato" (sin que se conociera su verdadero nombre, al igual que en otras películas de esa época), es la segunda vez en ser preesentado luego de Ahí está el detalle de 1940.  Con él, la popularidad de Mario Moreno se consolidó hacia un creciente éxito. 
El actor no se llevó bien con el director de la película, Alejandro Galindo, pero entabló amistad con su asistente, Miguel M. Delgado, quien se convirtió en su director favorito y dirigiría la mayoría de sus películas. Cantinflas siguió rápidamente la película con otro éxito, El gendarme desconocido, dirigida por Delgado.
En esta película, en las escenas de toreo, Cantinflas es doblado por un actor, pero años después, tras ser invitado a torear y tomar experiencia, aprendió habilidades de tauromaquia, lo cual fue demostrado en las películas La vuelta al mundo en ochenta días y El padrecito.
El personaje de Manuel Márquez está basado en el torero español Manuel Rodríguez Sánchez, hasta el punto de compartir el mismo apodo, «El Chato», a quien Cantinflas conoció y admiró como aficionado a las corridas de toros.